# Мокрый Керчик (посёлок)
Мокрый Керчик — посёлок в Октябрьском районе Ростовской области.
Входит в состав Мокрологского сельского поселения.

## География
В посёлке имеются две улицы — Ленина и Речная.

## Население
| 2010 |
| ---- |
| 57   |